# Daniel Zítka
Daniel Zítka (Havířov, 20 de junho de 1975) é um ex-futebolista profissional tcheco que atuava como goleiro. Seu ultimo clube foi o Sparta Praga.

## Carreira
Zítka fez grande parte de sua carreira na Bélgica jogando no Anderlecht e Lokeren. Fez parte do elenco da seleção checa na Eurocopa de 2008.